# Цара-Бырсей

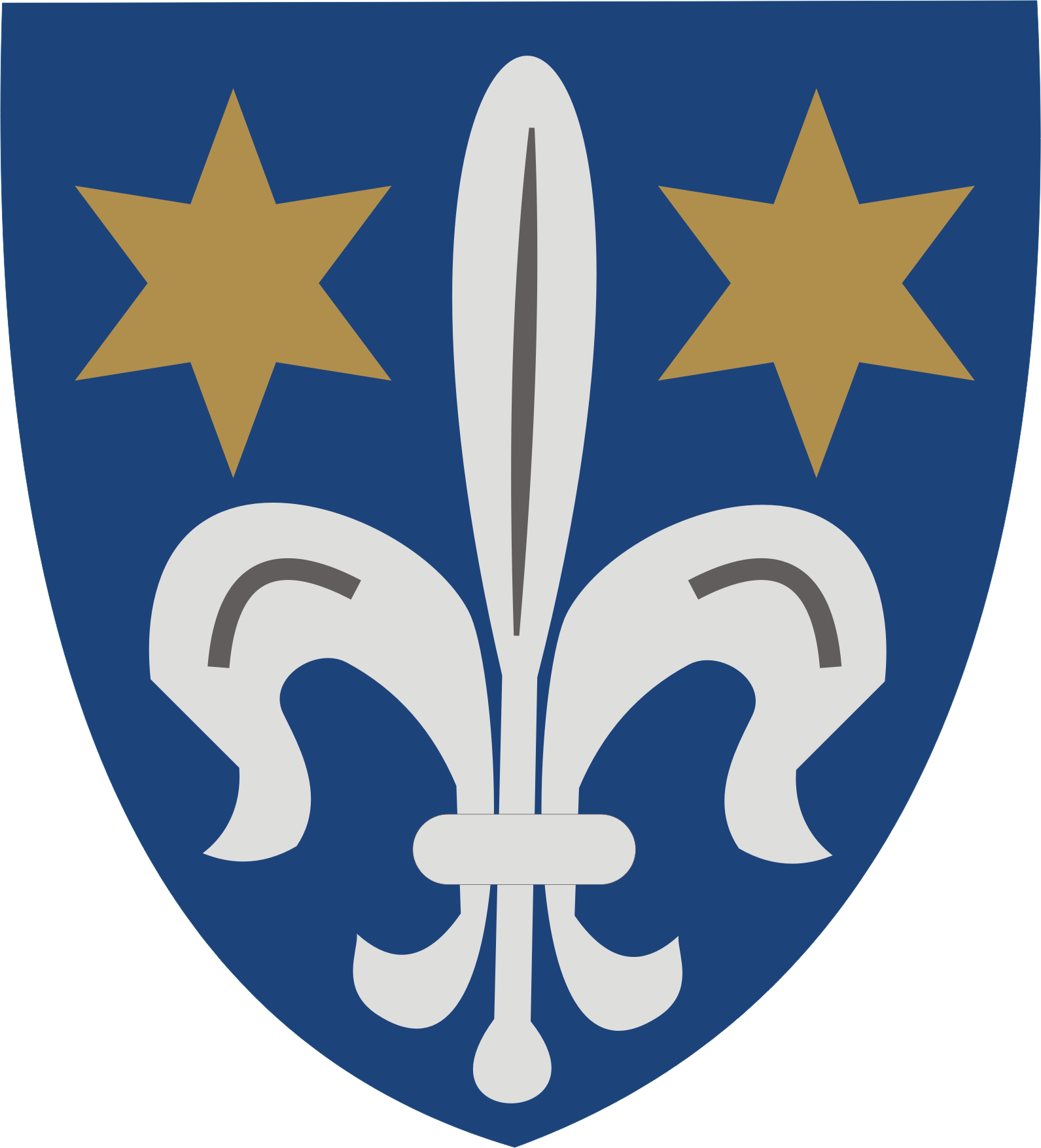
Герб Цара Бырсей

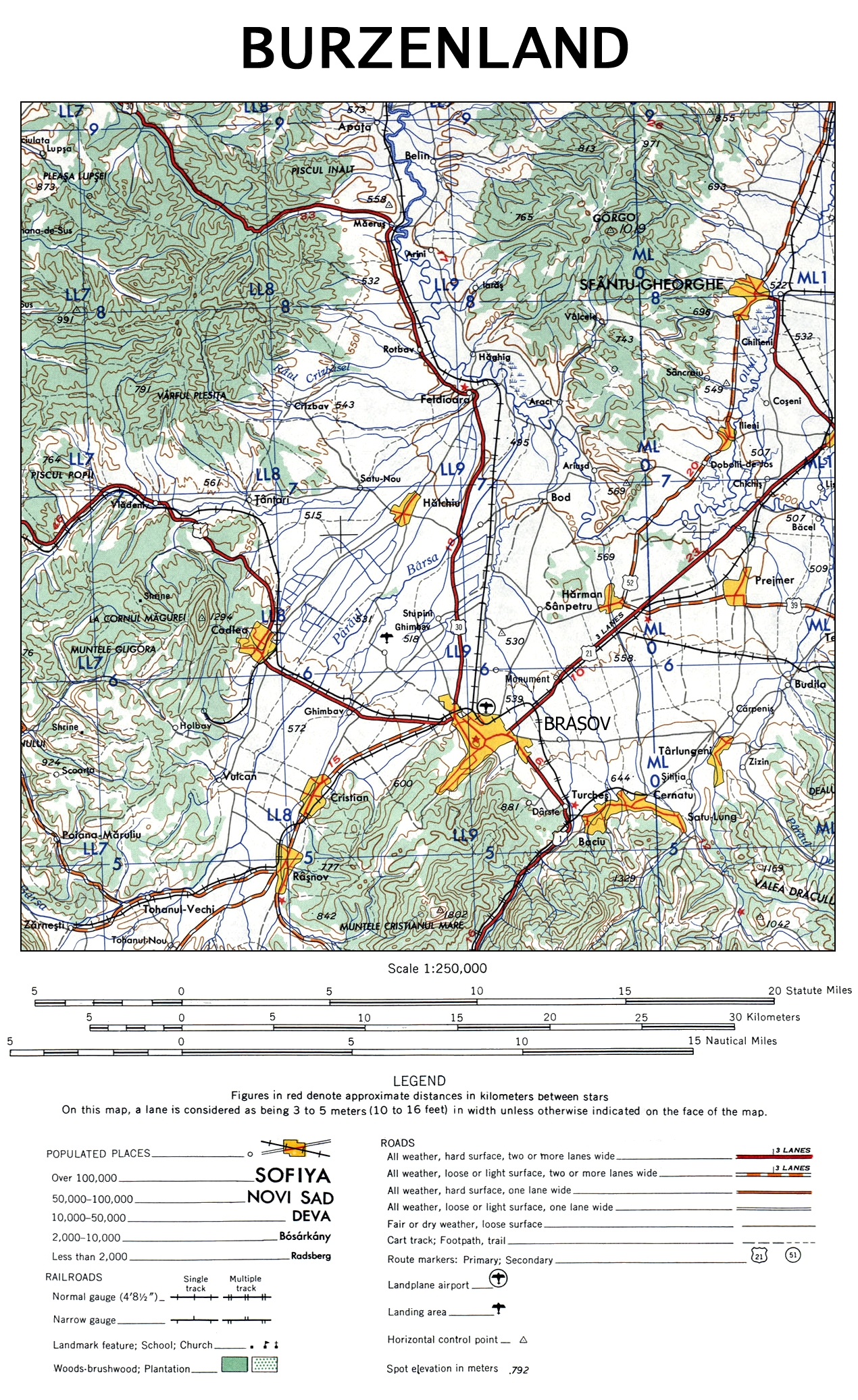
Карта окрестностей Брашова, включающая всю область Цара Бырсей

Цара-Бырсей (Земля Барца, Бурценланд; рум. Țara Bârsei, венг. Barcaság, нем. Burzenland) — историческая область в центральной Румынии, на юго-востоке Трансильвании, вокруг города Брашов. Расположена в Южных Карпатах и ограничена примерно городами Фельдиоара на севере, Рышнов на юго-западе и Преймер на юго-востоке. Название происходит от ручья Бырса, притока Олта. Территория в прошлом была заселена немцами, румынами и венграми. После переселения трансильванских немцев в XX веке большинство населения составляют румыны.

## История

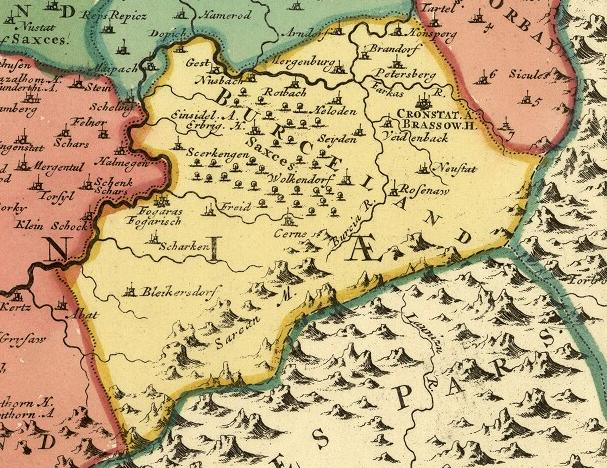
Карта Бурценланда первой половины 18 века

Согласно археологическим данным, немецкая колонизация Цара-Бырсей началась в XII веке во время правления венгерского короля Гезы II (1141—1162). Документы упоминают Землю Барца (нем. Terra Borza), населённую немцами (тевтонами), под 1192 годом.
В 1211 году венгерский король Андраш II передал эту область Тевтонскому ордену в обмен на защиту восточных границ Венгрии от половцев. Король оставил за собой привилегию чеканить монету, но отдал рыцарям право торговать и вести суд. Рыцари были также освобождены от налогов и таможенных сборов. Орден выстроил земляные валы и пять деревянных и каменных крепостей: Мариенбург (Фельдиоара), Шварценбург (Кодля), Розенау (Рышнов), Кройцбург и Кронштадт (Брашов). Область была заселена переселенцами из Трансильвании и Священной Римской Империи. Была ли территория заселена ранее, достоверно неизвестно и является предметом споров.
Тевтонские рыцари не признавали в своих владениях прав местного епископа, чем вызвали возмущение венгерской знати. Партия, которую возглавлял наследник трона Бела, оказала давление на Андраша II после возвращения последнего из Пятого крестового похода, настаивая на изгнании Ордена из Трансильвании. Великий магистр Герман фон Зальца ответил на это ослаблением связей с венгерским королём и усилением связей с папой. В результате в 1224 году Андраш изгнал Тевтонский Орден из Венгрии, и вмешательство папы Гонория III не принесло результатов.
В XII и XIII веках на территории Цара-Бырсей было разрешено селиться не только немцам, но также секеям и печенегам. Имеются также археологические и документальные свидетельства присутствия в области романоязычного (валашского) населения.
В 1429 году на Луцкой конференции император Сигизмунд снова предложил рыцарям поселиться в Цара-Бырсей на время войн с османами. Военное подразделение из Пруссии под командованием Клауса фон Редевица действительно было размещено в Цара-Бырсей, пока примерно половина его состава не погибла в сражении с турками-османами в 1432 году.
Немцы оставались в Цара-Бырсей до конца XX века. В 1976 году началась поощряемая румынским правительством эмиграция в Германию.